# Darrell Roberts
Darrell Roberts (22 giugno 1974) è un chitarrista heavy metal statunitense noto per essere stato uno dei membri della band W.A.S.P., di cui divenne membro nel 2002.

## Carriera
La sua prima esperienza in una band fu nel 2000 quando entra a far parte della band hair metal Tuff. Ma la sua permanenza nella band dura ben poco, solo nove mesi, dal Settembre del 2000 al Giugno del 2001.
Nel 2002 entra a far parte della band Heavy metal degli W.A.S.P. con i quali pubblica tre albums e partecipa alla canzone Deal with the Devil.
Nel 2005 Darrell abbandona gli W.A.S.P. per diventare membro dei Five Finger Death Punch, una metal band di Los Angeles, insieme a Zoltan Bathory, Ivan L Moody, Jeremy Spencer e Matt Snell. Con questo gruppo partecipa all'album The Way of the Fist che sarà pubblicato nel 2007.
Nel 2009 viene poi allontanato dal gruppo e sostituito da Jason Hook. Lo stesso anno fonda quindi una sua band, i "Sintanic".
Nel 2010 entra a far parte dei Sintanic anche Ben Graves, già batterista dei Murderdolls.

## Discografia

### Tuff
- History of Tuff (2001)

### W.A.S.P.
- Dying for the World (2002)
- The Neon God part 1 - The Rise (2004)
- The Neon God part 2 - The Demise (2004)
- Dominator (2007) Nella canzone: Deal with the Devil

### Five Finger Death Punch
- The Way of the Fist (2007)

### Sintanic
- TBA (2010)